# La gelosia (romanzo)
La gelosia è il quarto romanzo dello scrittore francese Alain Robbe-Grillet, pubblicato a Parigi nel maggio 1957 dalla casa editrice Les Édition de Minuit. 
Accolto subito con grande favore dalla critica, La gelosia è il libro più celebre dell'autore, nonché il massimo esempio della corrente letteraria del Nouveau Roman.

## Titolo
Il termine gelosia ha in questo caso un duplice significato: si riferisce sia al sentimento provato da uno dei personaggi, presente in sotto traccia per tutto il libro, sia al tipo di persiana a stecche inclinate che copre alcune delle finestre della villa tropicale dove ha luogo la storia. 

## Analisi
La gelosia è un testo di complessa lettura, non tanto per l'intreccio narrativo piuttosto basilare quanto per la tecnica usata da Robbe-Grillet nel raccontarlo. Ci troviamo davanti a quella che potrebbe sembrare una storia di tradimento, in cui sono coinvolte tre persone: una donna, chiamata A., un uomo di nome Franck, suo vicino di casa, e una figura maschile non identificata. La peculiarità del libro consiste nella difficoltà di stabilire con certezza chi sia questo terzo individuo, poiché la sua presenza costante di invisibile osservatore delle vicende e le interazioni intrattenute con gli altri due personaggi non sono riportate esplicitamente (non viene mai usata la prima persona) ma devono essere dedotte dalla descrizione del contesto, osservando per esempio il numero di coperti disposti sulla tavola da pranzo o la descrizione delle camere da letto.
L'ambientazione è infatti la vera protagonista dei nove capitoli del romanzo: servendosi di un linguaggio ricco di termini spesso tecnici, l'autore descrive la villa e la piantagione circostante di banani con una minuzia di dettagli che vanno dalla semplice osservazione della struttura esterna della casa fino alla meticolosa registrazione della posizione di ciascun mobile e oggetto rispetto a tutti gli altri elementi dell'abitazione e rispetto anche al punto di osservazione da cui guardano i protagonisti. Il risultato è una progressiva perdita della visione d'insieme non soltanto del luogo, ma anche della collocazione dei personaggi gli uni rispetto agli altri, rendendo sempre più difficile capire chi stia osservando chi o cosa. Lo scopo dell'autore è quello di far smarrire il lettore all'interno dello stesso labirinto disorientante in cui si muove la mente non più lucida del personaggio ignoto, che al termine della lettura si può identificare come il marito di A., roso dal sospetto di un adulterio compiuto dalla moglie con Franck. 